# Zbinohy
Obec Zbinohy (německy Winau) se nachází v okrese Jihlava v Kraji Vysočina. Žije zde 117 obyvatel.

## Název
Název se vyvíjel od varianty Zbinohy (1437), zBinohy (1468), Znihony (1602, 1654), Zbynohy (1787) až k podobě Zbinohy v letech 1843 a 1848. Místní jméno znamenalo posměšek pro lidi, kteří si potloukli nohy či kterým někdo zmlátil nohy, případně ve významu pozbýti nohy.

## Historie
První písemná zmínka o obci pochází z roku 1437.

## Přírodní poměry
Zbinohy leží v okrese Jihlava v Kraji Vysočina. Nachází se 6 km jižně od Herálce a 2,5 km od Skorkova, 5 km jihozápadně od Úsobí, 2 km severně od Větrného Jeníkova a 3 km východně od Velešova. Geomorfologicky je oblast součástí Křemešnické vrchoviny a jejího podcelku Humpolecká vrchovina, v jejíž rámci spadá pod geomorfologický okrsek Jeníkovská vrchovina. Průměrná nadmořská výška činí 646 metrů. Nejvyšší bod, Zbinožský kopec (701 m n. m.), leží jihovýchodně od obce. Obcí protéká bezejmenný potok, který se vlévá na severu do Úsobského potoka, který tvoří západní hranici katastru. Západně od vsi na Úsobském potoce se rozkládá Zbinožský rybník. V západní části obce v blízkosti usedlosti čp. 10 rostou dvě památné lípy srdčité.

## Obyvatelstvo
Podle sčítání 1921 zde žilo v 38 domech 225 obyvatel, z nichž bylo 127 žen. 225 obyvatel se hlásilo k československé národnosti. Žilo zde 222 římských katolíků, 1 evangelík a 1 příslušník Církve československé husitské.
| Rok            | 1869 | 1880 | 1890 | 1900 | 1910 | 1921 | 1930 | 1950 | 1961 | 1970 | 1980 | 1991 | 2001 | 2006 | 2014 |
| Počet obyvatel | 257  | 259  | 209  | 235  | 228  | 225  | 187  | 139  | 133  | 113  | 88   | 57   | 58   | 60   | 82   |

## Zastupitelstvo a starosta
Obec má sedmičlenné zastupitelstvo, v jehož čele stojí starostka Dana Skoupá.
| Období    | Voliči | Účast v % | Mandáty | Výsledky                                           | Starosta     |
| --------- | ------ | --------- | ------- | -------------------------------------------------- | ------------ |
| 2002–2006 | 44     | 75,00     | 7       |                                                    | Zdeněk Budín |
| 2006–2010 | 52     | 96,15     | 7       |                                                    | Zdeněk Budín |
| 2010–2011 | 58     | 75,86     | 7       |                                                    | Dana Skoupá  |
| 2011–2014 | 60     | 91,67     | 7       | 4 STRANA VEŘEJNÝCH ZÁJMŮ 3 Pro rozvoj obce Zbinohy | Dana Skoupá  |
| 2014–2018 | 59     | 69,49     | 7       |                                                    | Dana Skoupá  |

## Hospodářství a doprava
V obci sídlí firma Demiera, s.r.o. Obcí prochází silnice III. třídy č. 3484 ze Skorkova do Větrného Jeníkova. Dopravní obslužnost zajišťuje dopravce ICOM transport. Autobusy jezdí ve směrech Humpolec, Větrný Jeníkov, Havlíčkův Brod, Herálec, Úsobí a Jihlava.

## Školství, kultura a sport
Místní děti dojíždějí do základní školy ve Větrném Jeníkově. Působí zde Sbor dobrovolných hasičů Zbinohy.

## Pamětihodnosti
- Kaplička na návsi
- Boží muka